# 備中高梁駅

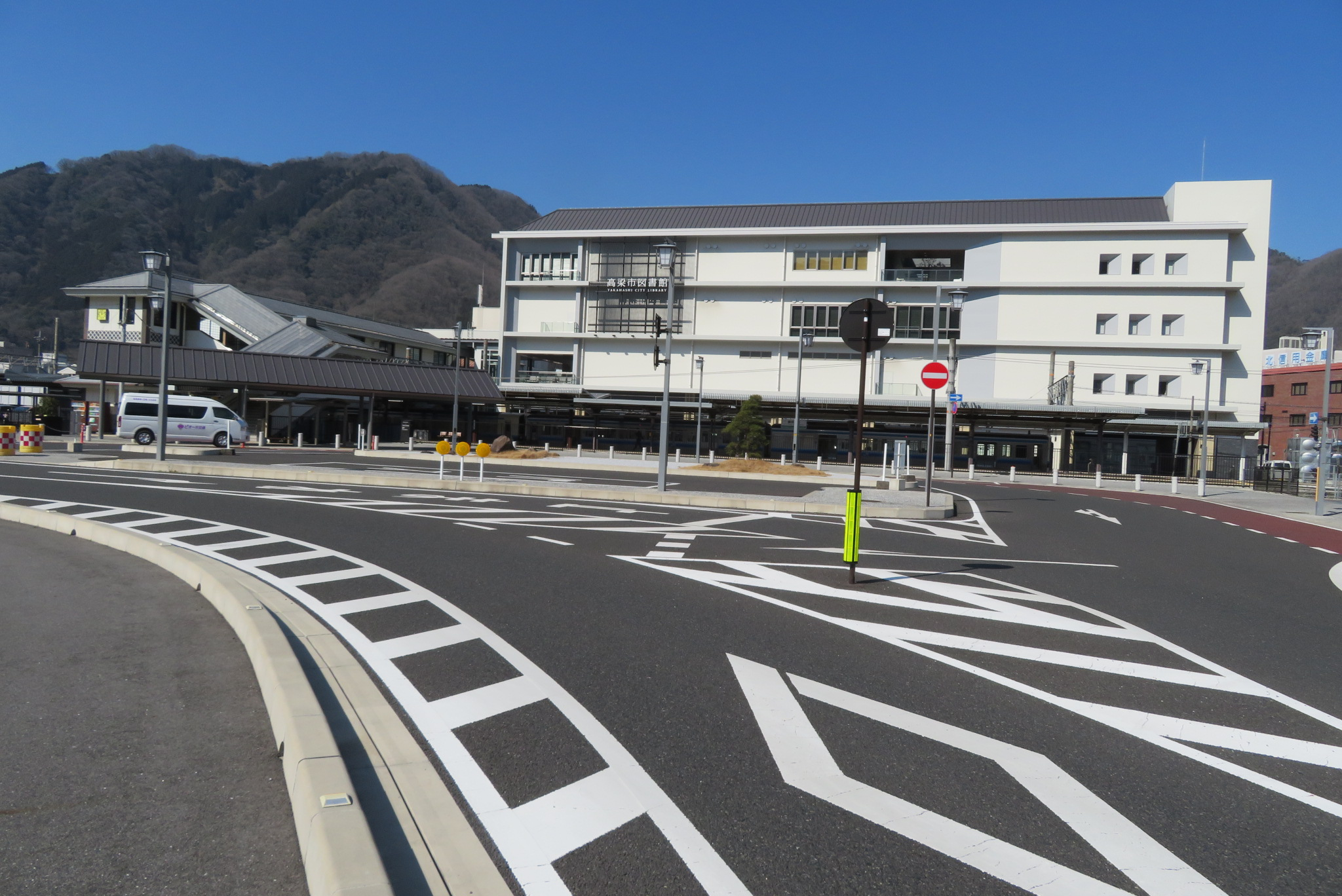
東口（2019年2月）

備中高梁駅（びっちゅうたかはしえき）は、岡山県高梁市旭町にある、西日本旅客鉄道（JR西日本）伯備線の駅である。駅番号はJR-V12。

## 概要
高梁市の代表駅。当駅以北は一部区間を除いて単線区間であり、岡山方面からの普通列車は約半数が当駅で折返す。2020年（令和2年）3月14日ダイヤ改正で当駅で折返していた普通列車の一部が総社駅で折返すようになった。
特急「やくも」は全て停車する他、以前より停車実現への取組みを行っていた寝台特急「サンライズ出雲」についても、2015年（平成27年）3月14日ダイヤ改正から停車している。
ICカード「ICOCA」に対応している。
事務管コードは▲650408を使用している。
「高梁」の名称が付く国内唯一の駅であるが、同音の「高橋駅」が佐世保線に存在するため、旧国名を冠している。

## 歴史
- 1926年（大正15年）6月20日：鉄道省伯備南線（現・伯備線）美袋駅 - 木野山駅間延伸時に開設[1]。
- 1928年（昭和3年）10月25日：伯備南線が伯備線の一部となり、当駅もその所属となる。
- 1947年（昭和22年）12月11日：昭和天皇のお召し列車が3分間停車。この間、駅前奉迎が行われる（昭和天皇の戦後巡幸）[9]。
- 1972年（昭和47年）3月15日：特急「やくも」運転開始。
- 1973年（昭和48年）9月18日：当駅以南が複線化[10]。
- 1983年（昭和58年）12月25日：貨物取扱廃止[1]。
- 1987年（昭和62年）4月1日：国鉄分割民営化に伴い、JR西日本の駅となる[1]。
- 1989年（平成元年）4月：高梁バスセンター開設[11]。
- 2004年（平成16年）3月2日：東西自由通路完成、使用開始。
- 2007年（平成19年）
  - 7月8日：ICカード「ICOCA」対応自動改札機導入。
  - 9月1日：ICOCA利用が可能となる。
- 2013年（平成25年）12月：自由通路を活用した橋上駅舎建設着工。
- 2015年（平成27年）
  - 3月14日：ダイヤ改正に伴い、寝台特急サンライズ出雲の停車駅となる。
  - 4月11日：新駅舎使用開始、旧駅舎使用終了。
  - 4月29日：新駅舎完成式典挙行。
  - 6月1日：高梁バスセンターを東口へ仮移転。
  - 9月：東口広場及び都市計画道路完成、使用開始。
- 2016年（平成28年）4月11日：旧駅舎と送迎場跡地に西口広場が完成、使用開始。
- 2017年（平成29年）
  - 2月1日：隣接する高梁市複合施設が完成し一部店舗営業開始。高梁バスセンターが複合施設内に再度移転。
  - 2月4日：高梁市複合施設高梁市図書館が開館、全店舗営業開始。
- 2018年（平成30年）
  - 7月7日：平成30年7月豪雨による被害のため運休。
  - 8月1日：全列車運行再開。
- 2020年（令和2年）9月12日：臨時特急WEST EXPRESS 銀河が初停車（11月30日まで。翌年以降も実施[12]）。
- 2021年（令和3年）
  - 2月18日：この日限りでみどりの窓口営業終了[2][3][4]。
  - 2月19日：みどりの券売機プラス導入[2][3][4]。

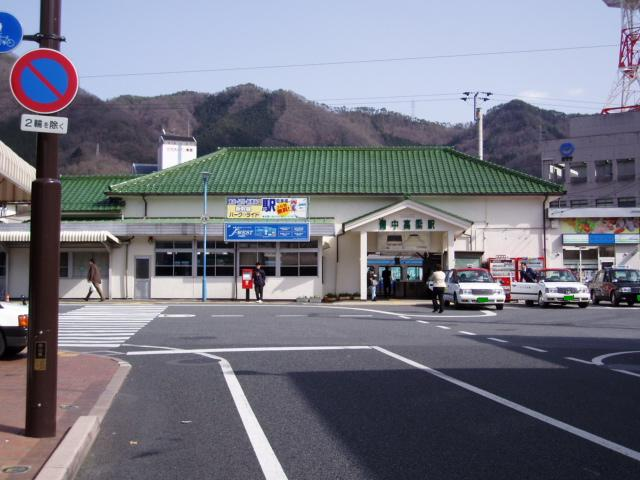
旧駅舎（2006年3月）
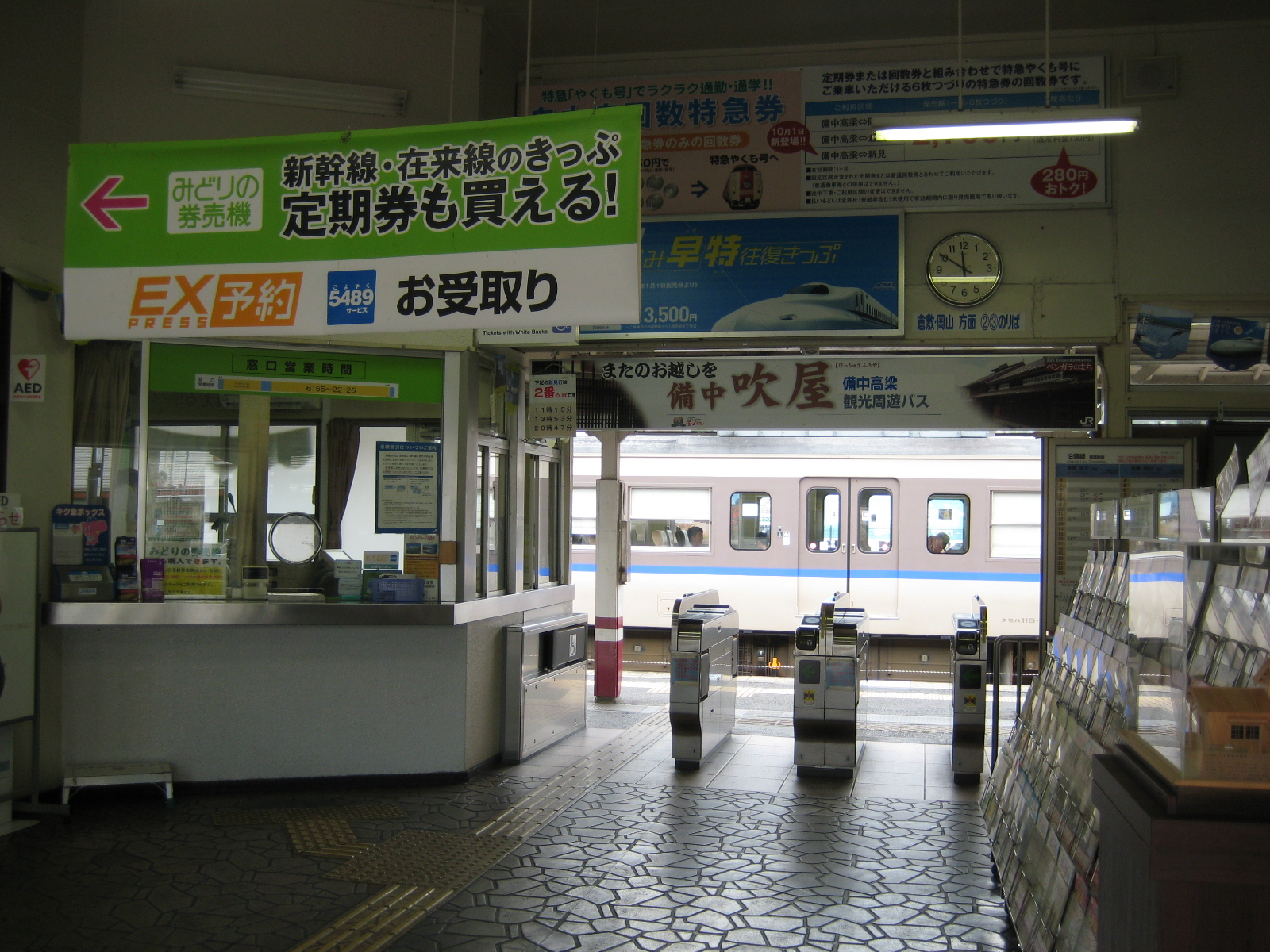
旧駅舎時代の改札口（2011年8月）
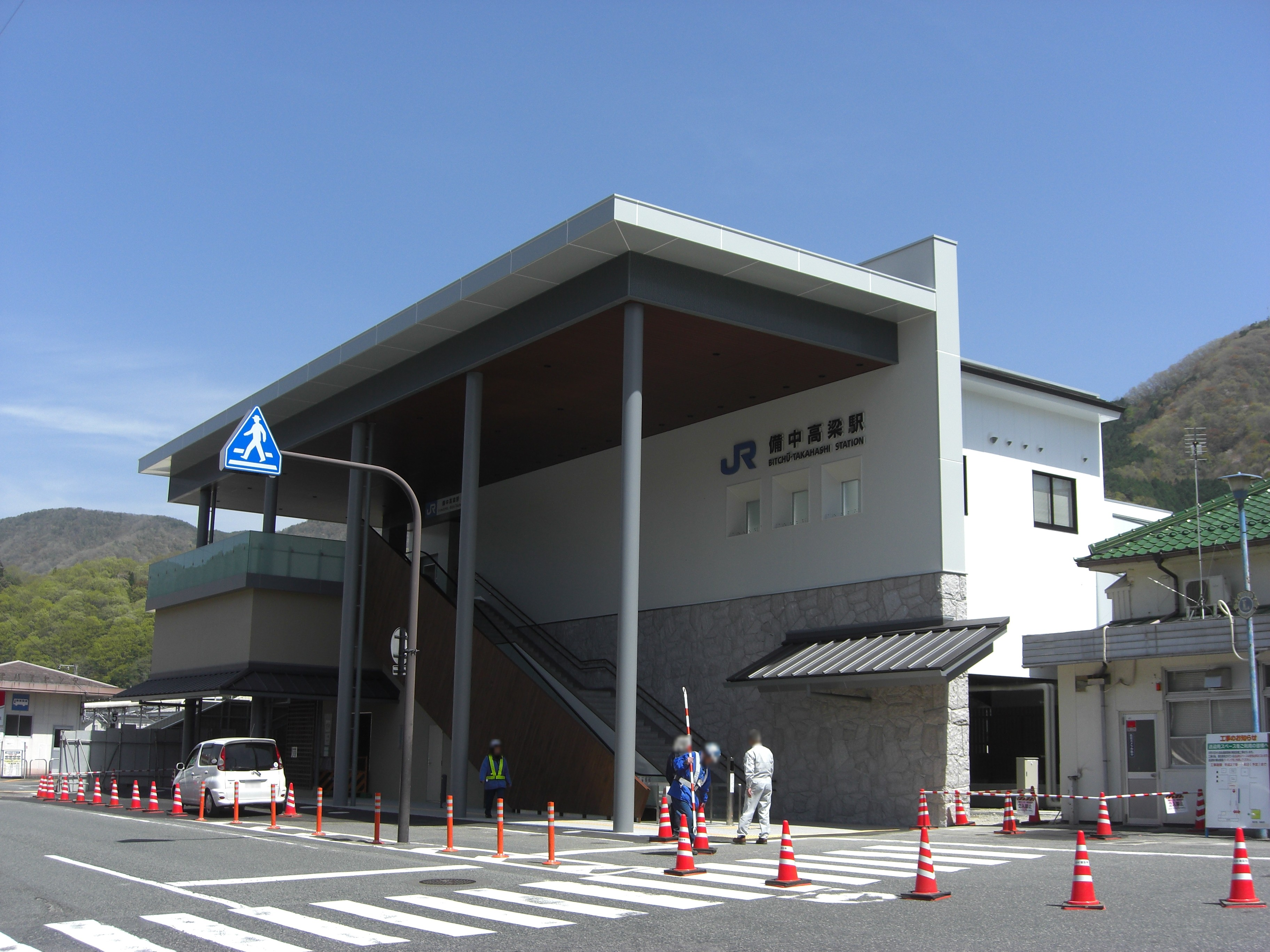
供用開始直後の現駅舎（西口、2015年4月）

## 駅構造
単式ホーム1面1線と島式ホーム1面2線、計2面3線を有する地上駅。橋上駅舎を備える。倉敷側複線・新見側単線の交換可能駅でもある。
直営駅であり、新見駅管理下の地区駅として、地区駅長が配置されている。自動改札機は開閉式のものが設置されており、改札外にはICOCAチャージに対応した自動券売機とみどりの券売機プラスが設置されている。2021年3月13日より当駅から新見方面も、ICOCAが利用可能となった。

### 駅舎
現在の橋上駅舎は既存の自由通路を活用したもので、2015年（平成27年）4月11日より使用されている。自由通路の中央に改札口があり、その西側に券売機が設置されている。
高梁市は2016年（平成28年）に駅出入口愛称を一般公募し、東口を寺巡り口（てらめぐりぐち）、西口を城見通り口（しろみどおりぐち）とすることが決定した。
エレベーターは、コンコースと2つのプラットホームとの連絡用に各1基、自由通路城見通り口（西口）と寺巡り口（東口）に1基ずつの、計4基設置されている。コンコースからプラットホームへの2基はJR西日本が新駅舎建設時に整備したため、周辺道路からプラットホームまで段差無く辿り着くことが可能となり、駅全体のバリアフリー化を実現させた。
発車標は、駅舎橋上化に合わせてコンコースとホームにLED式のものを設置した。
便所とコインロッカーは西口階段下（市道沿い）に1ヶ所あるのみで、改札内、自由通路上及び東口広場には設置していない。
旧駅舎にあったキヨスクは現駅舎には無い。

### のりば
| のりば | 路線   | 方向 | 行先           | 備考          |
| ------ | ------ | ---- | -------------- | ------------- |
| 1・2   | 伯備線 | 上り | 倉敷・岡山方面 |               |
| 3      | 伯備線 | 下り | 新見・米子方面 | 一部2番のりば |

上り本線は1番のりば、下り本線は3番のりばで、特急「やくも」及び寝台特急「サンライズ出雲」も停車する。2番のりばは上下共用の待避線（中線）であり、当駅始発岡山方面行普通列車や、新見方面で特急を待ち合わせする普通列車が使用する。旧駅舎使用時は下り本線が1番のりば、上り本線が3番のりばであったが、現駅舎の使用が開始される際に改番されている。また、新駅舎建設時に上りホームを嵩上げし、乗車時の段差を減らしている。
留置線も敷設されていて、夜間滞泊が設定されている。

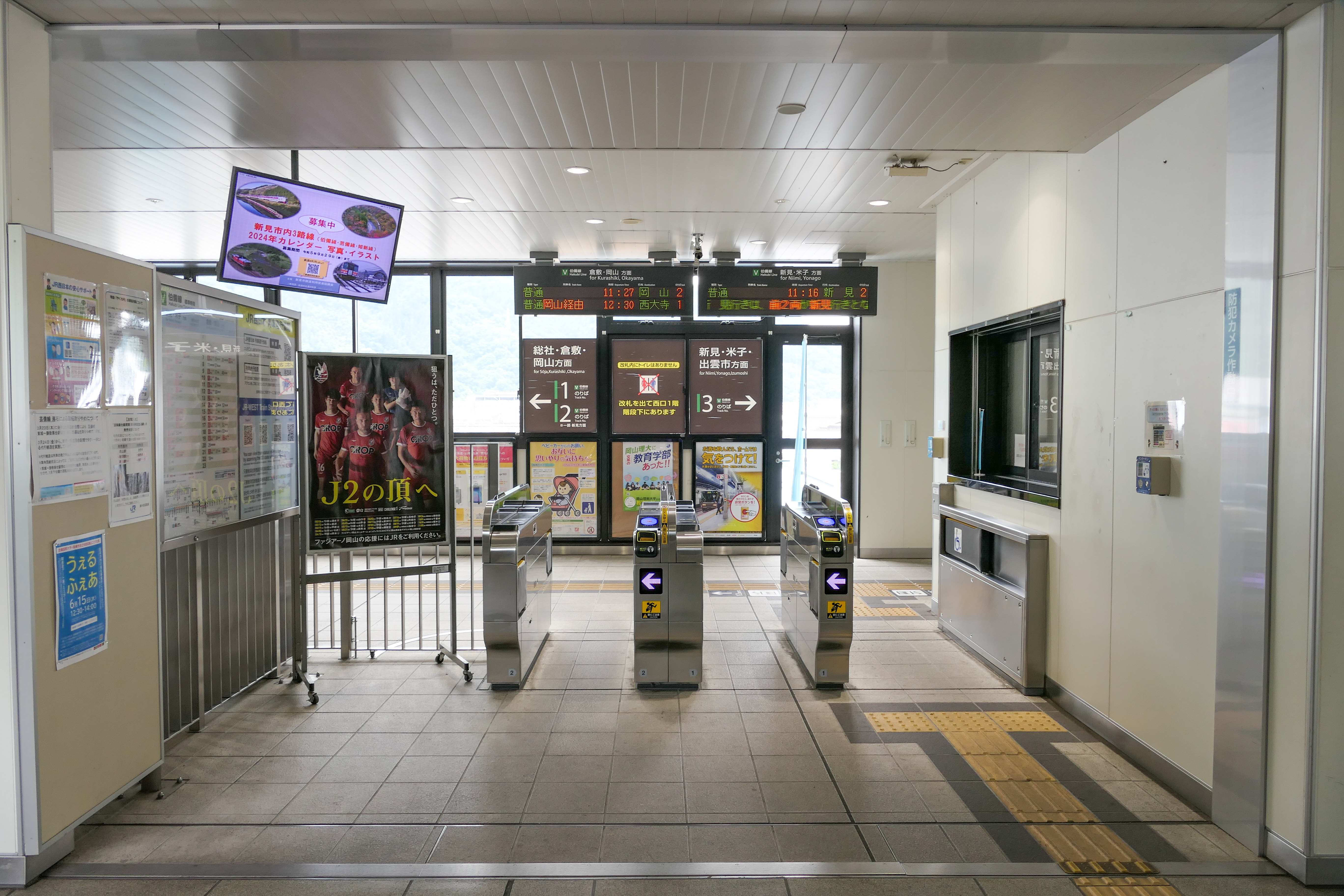
改札口（2023年6月）
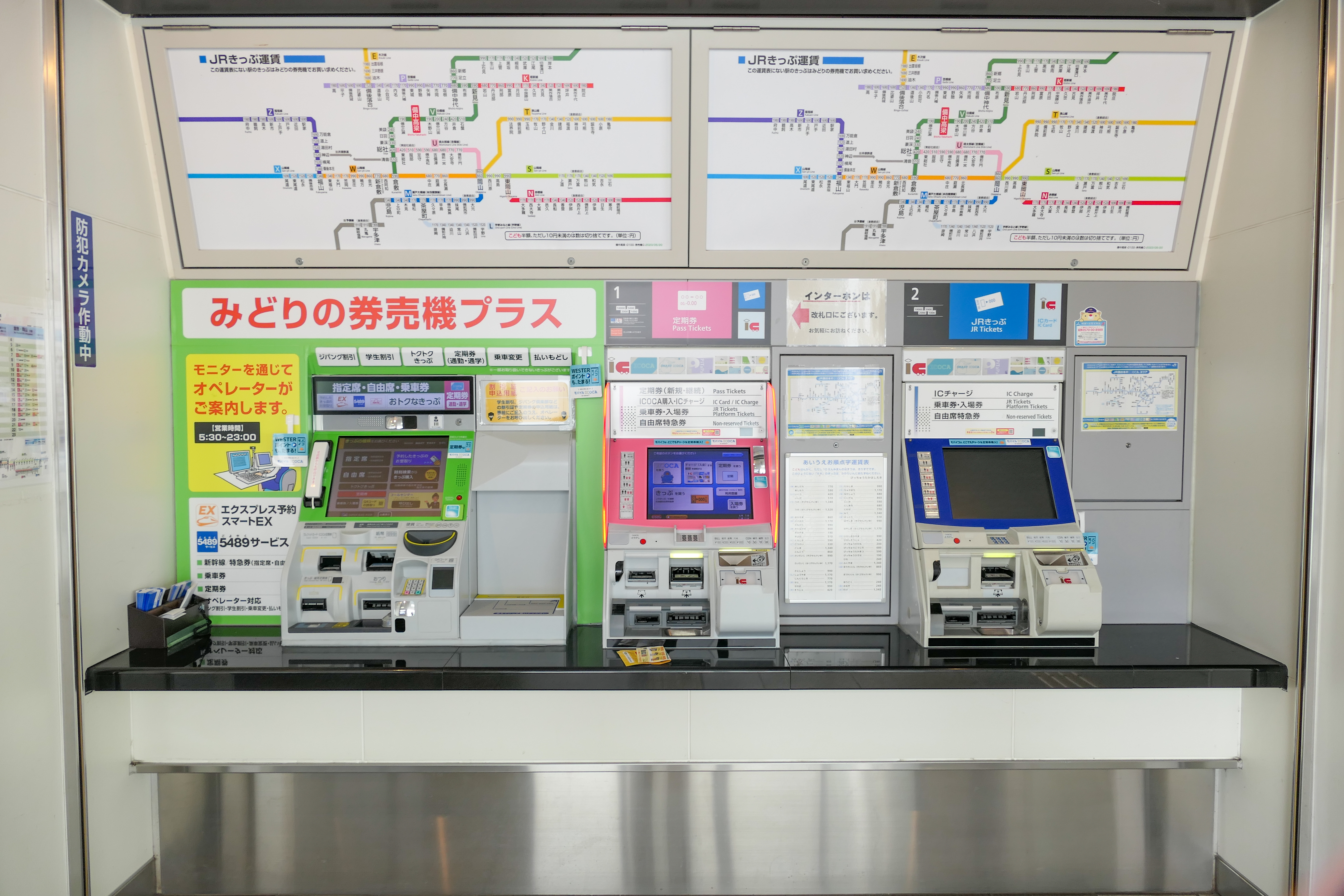
切符券売機（2023年6月）
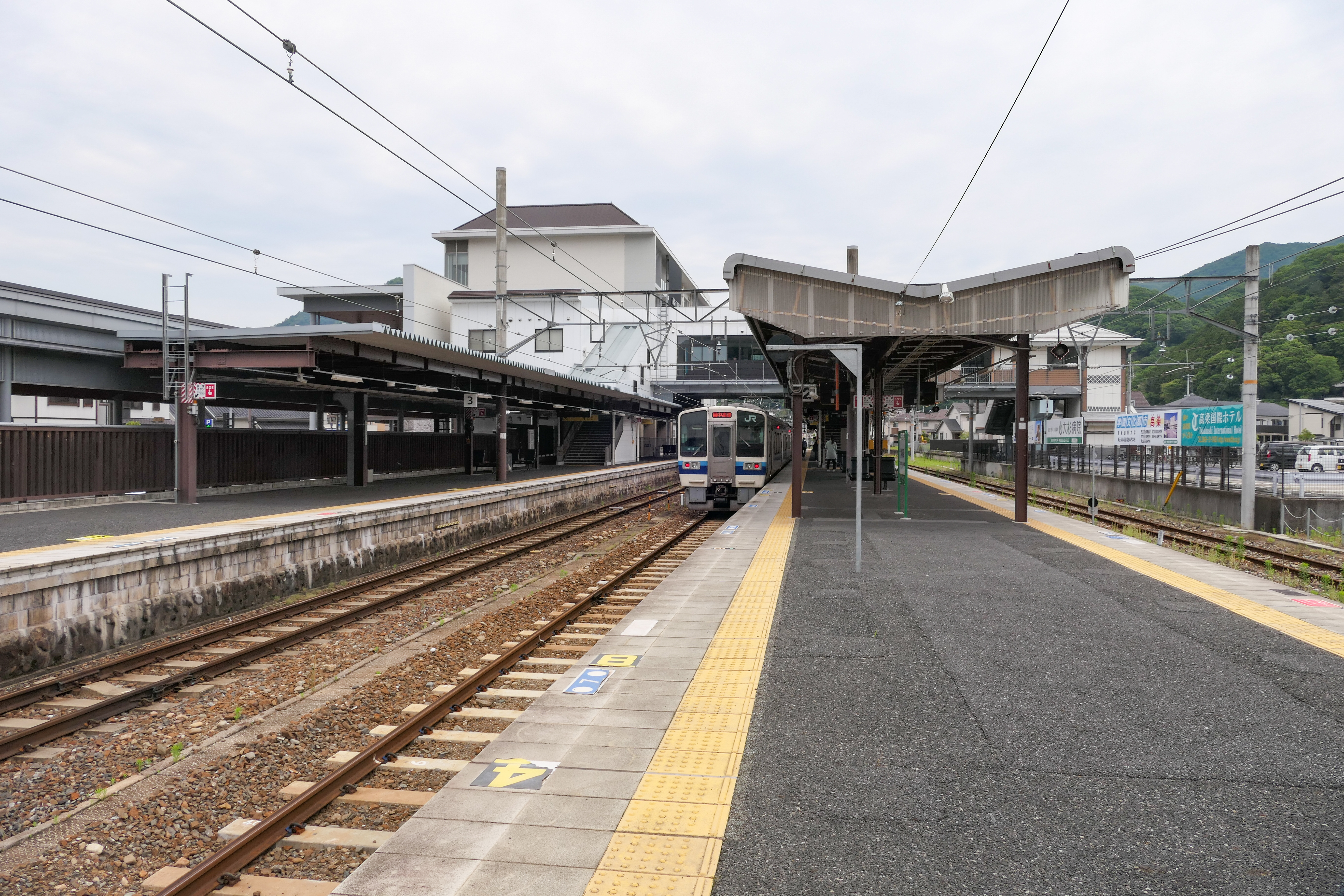
構内（2023年6月）

## 利用状況
近年の1日平均乗車人員の推移は以下の通り。
| 乗車人員推移 | 乗車人員推移 |
| 年度         | 1日平均人数  |
| ------------ | ------------ |
| 1999         | 2,775        |
| 2000         | 2,774        |
| 2001         | 2,741        |
| 2002         | 2,680        |
| 2003         | 2,730        |
| 2004         | 2,658        |
| 2005         | 2,679        |
| 2006         | 2,632        |
| 2007         | 2,505        |
| 2008         | 2,309        |
| 2009         | 2,160        |
| 2010         | 2,061        |
| 2011         | 2,059        |
| 2012         | 2,059        |
| 2013         | 2,031        |
| 2014         | 1,992        |
| 2015         | 1,966        |
| 2016         | 1,907        |
| 2017         | 1,946        |
| 2018         | 1,842        |
| 2019         | 1,878        |
| 2020         | 1,453        |
| 2021         | 1,443        |

## 駅周辺

### 高梁市複合施設

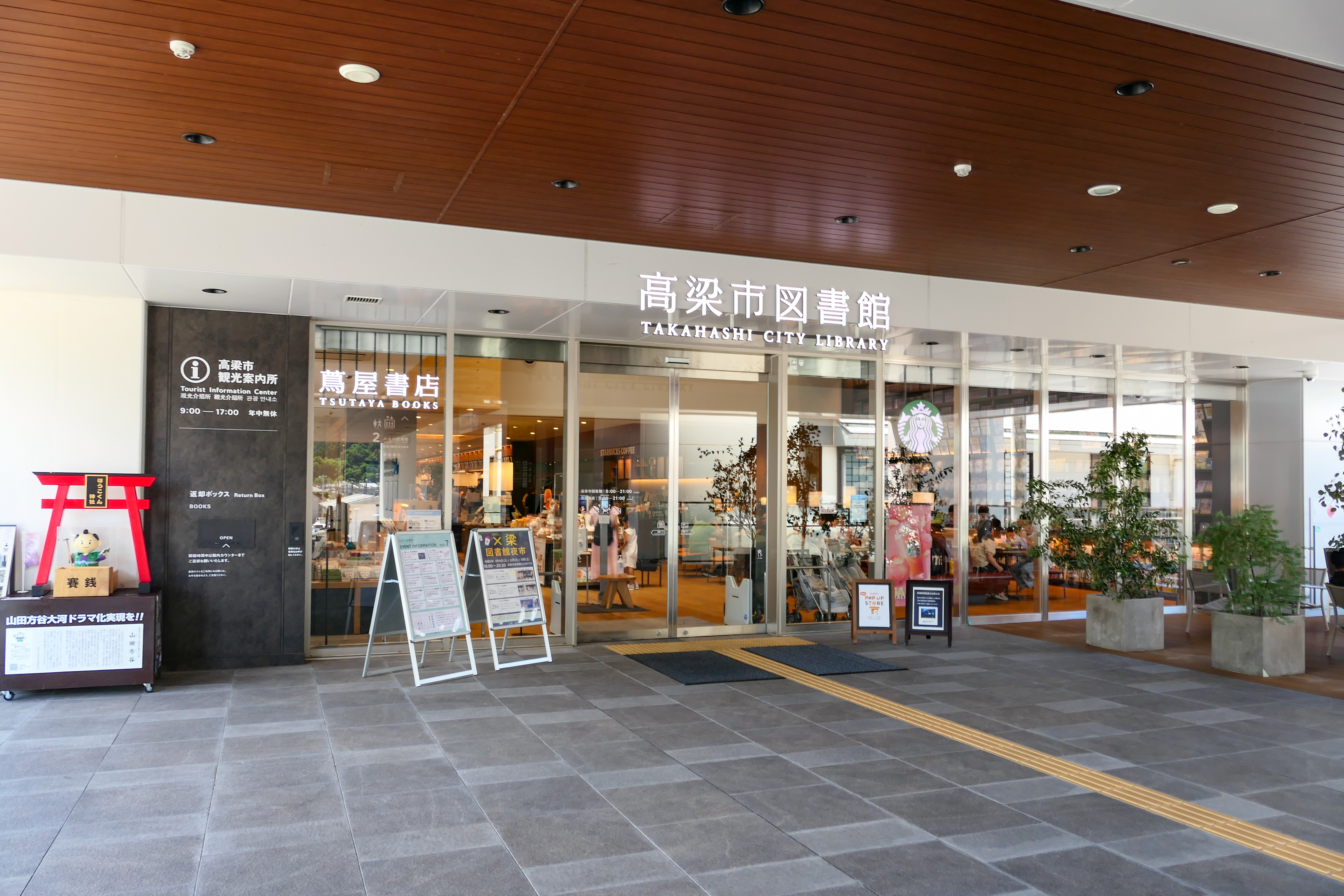
高梁市図書館2階入口（2023年7月）

城見通り口（西口）に隣接し、2階部分は駅の自由通路と直結している。
1Fは高梁バスセンターと、複数の店舗がある。2 - 4Fには高梁市複合施設の中心となる高梁市図書館がある。また、2F自由通路に直結する部分には、蔦屋書店、 スターバックスコーヒー、高梁市観光案内所がある。
高梁市が既存の高梁バスセンターを建替える形で建設した。2017年（平成29年）2月1日に高梁バスセンターと1Fの一部店舗がオープンした後、2月4日に高梁市図書館と全店舗がオープンした。運営は、高梁市図書館と高梁市観光案内所をカルチュア・コンビニエンス・クラブが行い、高梁バスセンターを備北バスが行う。
なお、高梁市図書館駐車場は駅の西側（駅西）と東側（駅東）のどちらにも存在するが、駅の東側（駅東第1・第2駐車場）の方が駅の反対側にあるものの収容台数が多いため、高梁市図書館を示す道路標識も駅東側へ誘導している。
2階〜4階
- 高梁市図書館

2階
- 蔦屋書店
- スターバックスコーヒー蔦屋書店 高梁市図書館店
- 高梁市観光案内所

1階
- 高梁バスセンター
- ビホクツーリスト
- ママドライ
- ガットリベロ（イタリア料理店）
- 肉のやまさき
- てもみプラス

### 城見通り口（西口）
西口広場はタクシー待機場や送迎スペースを備えたロータリーとなっており、山田方谷像が建てられている。屋根は市街地に多く残る町屋をイメージしている。この西口広場は旧駅舎やその送迎場跡地に建設されたものである。
西口広場からは、線路沿いの北側へ伸びる城見通り（市道）と、垂直方向（駅から見て正面）の西側へ伸びる駅前大通り（県道）の、2本の2車線道路が見える。駅から北方向へ100 - 200m歩くと備中松山城を望むことが出来る。
駅周辺のエリアには栄町商店街、金融機関、高梁市役所等が立地するが、ここは明治時代以降に発展した新市街地である。
新市街地エリアよりも北側及び西側のエリアは、主に江戸時代に備中松山藩が整備した城下町地区であり、古い建物が多く見られる。駅から北へ900mの場所に流れる紺屋川両岸の市道（通称紺屋川筋）は日本の道100選に選定された。また、武家の町として栄えた当時の面影を残す石火矢町の武家屋敷、商売の中心地であった松山往来の南町通り、下町通り、本町通り沿いに残る町屋、東側山麓に配置される頼久寺等多数の寺院、岡山県内最古のキリスト教会である高梁基督教会堂といった街並みが形成されている。更に北側には藩主が平時に滞在した尾根小屋跡（現・県立高梁高等学校）があり、備中松山城が建つ臥牛山の麓に当たる。また、紺屋川上流の山腹には吉備国際大学がある。
駅南西側は商業店舗が多数立地しており、特に1990年にポルカ天満屋ハピータウンが開店して以降、周辺にも店舗が出店している。
駅西側（駅前大通り）を進み約500m先に高梁川が流れ、高梁大橋を渡った対岸には岡山県備中県民局高梁地域事務所等の行政機関、高梁市民体育館等の公共施設、学校等がある。
8月14 - 16日の夜に行われる備中たかはし松山踊り開催中は、西口広場や駅前大通り、栄町商店街が歩行者天国となる。
- 高梁警察署高梁駅前交番
- 高梁観光交流センター「ATTa!」（トヨタレンタカー、高梁市役所観光課、高梁市観光協会）
- 栄町商店街
- 高梁市役所
- 高梁総合福祉センター
- 日本年金機構高梁年金事務所
- 高梁郵便局
- 晴れの国岡山農業協同組合びほく統括本部
- 備北信用金庫本店
- 中国銀行高梁支店
- トマト銀行高梁支店
- 山田方谷記念館
- 高梁市郷土資料館
- 紺屋川筋
- 高梁基督教会堂
- 松山往来（高梁中央病院付近から北側へ順に南町通り、下町通り、本町通り）
- 高梁中央病院
- 大杉病院
- 高梁国際ホテル
- ポルカ天満屋ハピータウン

### 寺巡り口（東口）
東口広場には、大型バスの停車が可能な送迎スペースを備えたロータリーとなっており、中央のスペースもバス停車が可能である。東口広場完成に合わせ、国道484号に接続する市道整備も進められた。
周辺は住宅地であるが、田も所々に見られる。駅南側に県立高梁城南高等学校（夜間は市立松山高等学校）がある。東側の山沿いには多数の寺社が立地している。
- 高梁総合文化会館
- 高梁市文化交流館・高梁市歴史美術館
- 岡山県立高梁城南高等学校・高梁市立松山高等学校
- 松連寺
- 薬師院

## バス路線

### 高梁バスセンター

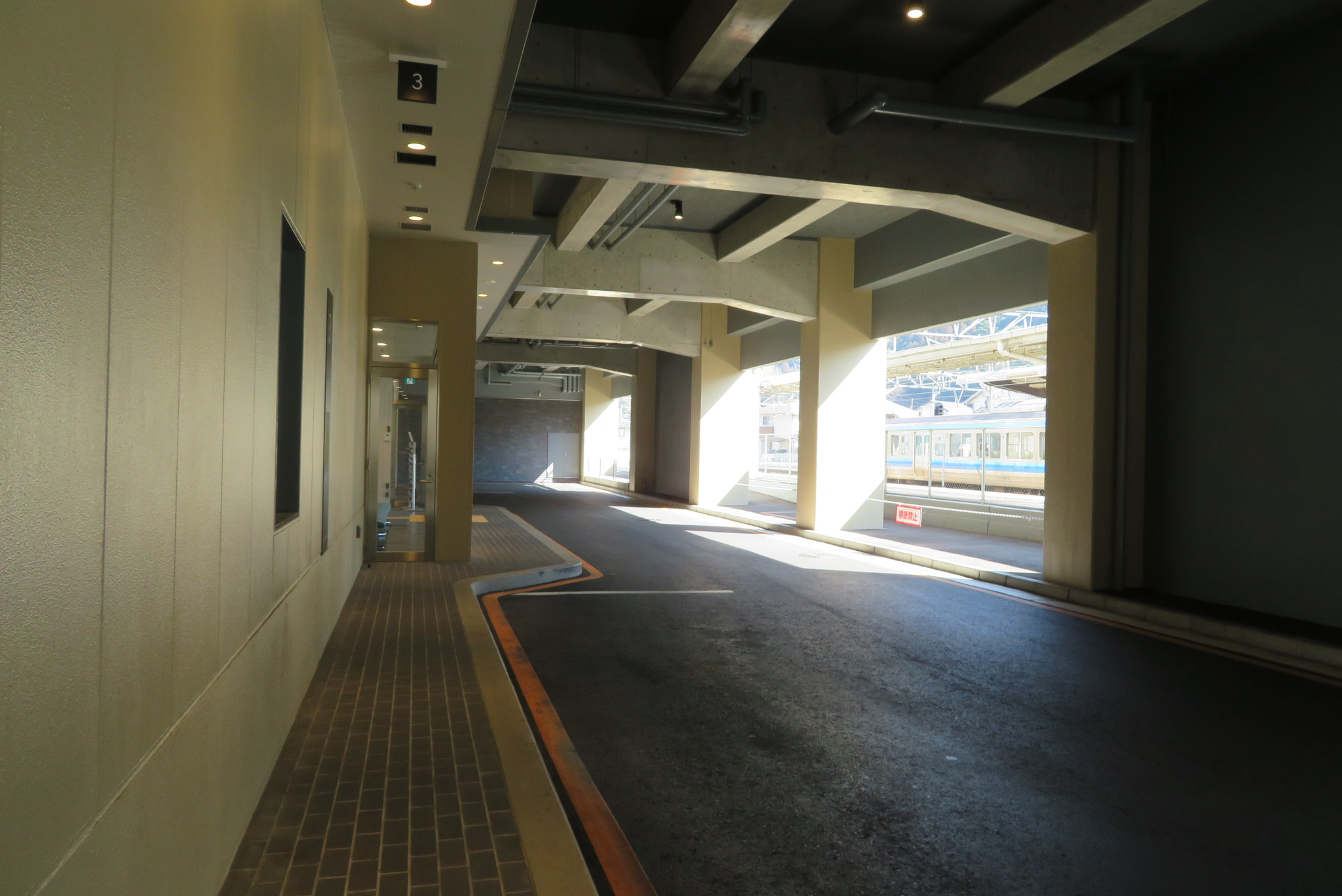
高梁バスセンターのりば（2019年2月）

路線バスは、駅に隣接する高梁市複合施設1Fの高梁バスセンターを発着する（後述の吹屋・岡山桃太郎空港直行臨時バスを除く）。バスターミナルである高梁バスセンターは高梁市中心部から市内各地と、真庭市北房地域及び吉備中央町旧賀陽町域（市町合併前の旧高梁地域振興局管内）へ向かう路線バスの運行拠点である。
のりばは1階部分の待合所及び店舗の外に2面4つある。北側に1番、東側（線路側）に2番と3番が付けられており、2番と3番の中間（待合室のドア前）にも停車する。のりばは便によって定められ、方面では定まっていない。のりば全体が建物内に収まっている。
高梁市が所有し、備北バスが管理運営を行っている。
旧バスセンターの建て替えと仮移転
建替え前に現在位置に存在した旧バスセンターは、事務所や待合室があった小型の建物と、屋外に旅客用屋根が付いた2面6つの島式のりば及びバス待機場で構成していた。のりばは1番から6番まで付いており、方面別に定まっていた。1989年（平成元年）4月に開業した。
2015年（平成27年）6月1日、寺巡り口（東口）前に一時移転し仮設バスセンターとして営業開始した（一部便はその間も城見通り口（西口）前から発着した）。東口広場完成後は東口ロータリーをのりばとして使用していた。2017年（平成29年）2月1日、高梁市複合施設に再移転し営業開始した。

#### 路線バス・直通バス
全て備北バスが運行する（2024年4月現在）。
| のりば   | 行先 | 備考 |
| -------- | --- | --- |
| 1・2・3  | 成羽 / 川上バスセンター / 地頭 / 平川 / 坂本（高梁市成羽町）/ 丸岩 / 陣山 / 大和郵便局前 / 東村 / 呰部 / 有漢IC / 金倉 / きびプラザ / 吉川 / 穴田 / 吹屋 / 山際 市内循環 | 一部坂本で新見駅行へ、一部呰部で水田下町行へ、一部宮瀬口で丸岩行へ、一部元仲田邸前で穴田行へ接続 市内循環は北回りが午前運行、南回りが午後運行 |
| 2と3の間 | イズミゆめタウンシャトルバス | |

#### 生活福祉バス
| のりば | 路線名          | 行先                 | 運行日     |
| ------ | --------------- | -------------------- | ---------- |
| 1      | 川面線          | 国時                 | 火・金曜日 |
| 1      | 巨瀬北部線      | 袴掛                 | 月曜日     |
| 1      | 巨瀬中部線      | 横田生活改善センター | 火曜日     |
| 1      | 巨瀬南部線      | 桐山                 | 水曜日     |
| 1      | 中井180号経由線 | 中井地域市民センター | 水曜日     |
| 1      | 上野線          | 上野                 | 金曜日     |
| 1      | 中井313号経由線 | 中井地域市民センター | 月曜日     |
| 1      | 山際線          | 山際集会所           | 木曜日     |

### 東口広場
臨時バス乗降場として利用される。

## 乗合タクシー

### 観光乗合タクシー
- 備中松山城観光乗合タクシー
  - 当駅前 - ふいご峠（8合目）を直結している。1日4往復。ふいご峠から天守までは登山道を徒歩約20分。前日17時までに高梁市観光案内所（高梁市複合施設2階）へ要予約。
- 雲海展望台観光乗合タクシー
  - 当駅前を出発し、「雲海に浮かぶ備中松山城を望む展望台」（雲海展望台）を見学した後、当駅前に戻る、約70分のツアー。10 - 3月の早朝に2便出発。前日17時までに高梁市観光案内所（高梁市複合施設2階）へ要予約。

### 地域住民用乗合タクシー
- 玉川ふれあいタクシー（予約制・週3便）

## その他
- ICOCAの使用履歴について、当駅は「備高梁」と表記されている。
- 映画男はつらいよ 寅次郎恋歌（第8作・1971年）、『男はつらいよ 口笛を吹く寅次郎』（第32作・1983年公開）のロケ地として2度映画に登場している[26][27]。

## 隣の駅
※特急「やくも」・寝台特急「サンライズ出雲」の隣の停車駅は列車記事を参照。
西日本旅客鉄道（JR西日本）
 伯備線
備中広瀬駅 (JR-V11) - 備中高梁駅 (JR-V12) - 木野山駅 (JR-V13)